# Jakub Siciński
Jakub Siciński herbu Ramułt odmienny – pisarz grodzki malborski w 1641 roku, ławnik świecki w latach 1635-1655.
Poseł sejmiku generalnego świeckiego na sejm zwyczajny 1652 roku, sejm nadzwyczajny 1654 roku, sejm 1655 roku.